# كاخي أساتياني
كاخي أساتياني، من مواليد 1 يناير 1947، وتوفي في 20 نوفمبر 2002، لاعب كرة قدم سوفييتي سابق.
لعب مع منتخب الاتحاد السوفييتي لكرة القدم.

## مسيرته الكروية
لعب كاخي أساتياني خلال مسيرته الاحترافية مع نادِ واحدٍ في أحد عشر موسمًا وسجل خلالها 27 هدفًا ضمن 218 مباراة. ولم يفز بأي موسم بالكأس أو بالدوري.
خاض كاخي أساتياني مسيرته مع نادي دينامو تبليسي في موسم 1965 ليلعب معه أحد عشر موسمًا، مشاركًا في 218 مباراة سجل خلالها 27 هدفًا.

## روابط خارجية
- كاخي أساتياني على موقع الاتحاد الدولي (مؤرشف)  (الإنجليزية)
- كاخي أساتياني على موقع قاعدة بيانات كرة القدم.إي يو (الإنجليزية)
- كاخي أساتياني على موقع ناشيونال فوتبول تيمز (الإنجليزية)